# Scotopteryx fasciata
Scotopteryx fasciata är en fjärilsart som beskrevs av Louis Beethoven Prout 1914. Scotopteryx fasciata ingår i släktet backmätare, och familjen mätare. Inga underarter finns listade.